# 金鶯公園
金鶯球場（英語：Oriole Park）是一座位于美国马里兰州巴尔的摩的棒球场，1992年4月6日正式成為美國職棒大聯盟巴爾的摩金鶯（Baltimore Orioles）的主場。

## 設計與特色

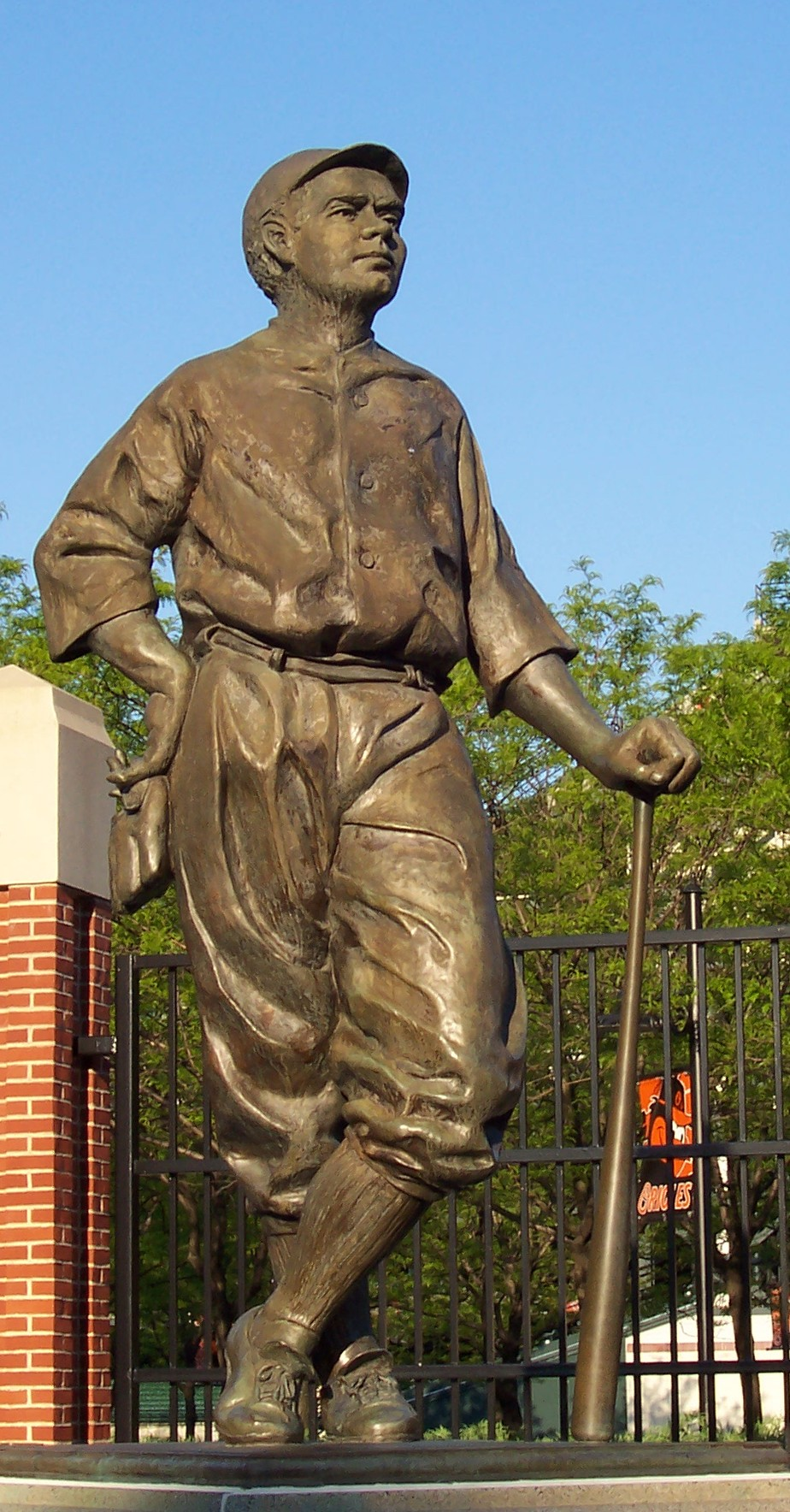
Susan Luery 於1996年創作的貝比魯斯像，貝比之夢

坎登園區的金鶯球場所在地原為巴爾的摩與俄亥俄鐵路的坎登車站站場，從球場內看去，右外野方向就是以前巴爾的摩與俄亥俄鐵路的站房。場內很多座位可以欣賞巴爾的摩鬧市區的天際線。
設計牛棚時曾公開徵求大眾意見，後所採行的主隊牛棚與客隊牛棚以中外野上下層安排的設計，是大聯盟球場首見。牛棚後方有野餐區，野餐桌上有橘色大陽傘提供遮蔭。
園區路面上有貝比·魯斯雕像，名為「貝比之夢」（Babe's Dream），乃是1996年由雕塑家苏珊·卢瑞（Susan Luery）創作。 

球場的座位都是綠色的，只有兩處例外。其一在左外野，紀念小卡爾·瑞普肯（Cal Ripken, Jr.）在1993年7月15日達成生涯第278支全壘打（打破厄尼·班克斯（Ernie Banks）所保持的游擊手最多全壘打紀錄）；另一在右外野，紀念艾迪·莫瑞（Eddie Murray）生涯第五百支全壘打。
2013年3月，金鶯球場由TripAdvisor評比為美國第三名球場。

### 座位數
- 48,041（1992–1996）
- 48,079（1997–2000）
- 48,190（2001–2004）
- 48,290（2005–2010）
- 45,971（2011–目前）

## 外部連結
- 金鶯公園官方網站 （页面存档备份，存于）